# Bataille de Molins de Rei (1808)
Guerre d'indépendance espagnole
Batailles
- Durango (10-1808)
- Balmaseda (11-1808)
- Burgos (11-1808)
- Roses (11-1808)
- Espinosa (11-1808)
- Tudela (11-1808)
- Bubierca (11-1808)
- Somosierra (11-1808)
- Cardedeu (12-1808)
- Saragosse (12-1808)
- 1re Molins de Rei (12-1808)
- Sahagún (12-1808)
- Benavente (12-1808)
- Mansilla (12-1808)
- Castelló d'Empúries (01-1809)
- Cacabelos (01-1809)
- Lugo (01-1809)
- Zamora (01-1809)
- Astorga (01-1809)
- La Corogne (01-1809)

La bataille de Molins de Rei est un épisode de la guerre d'indépendance espagnole ayant eu lieu le 21 décembre 1808 à Molins de Rei, à l'ouest de Barcelone. Elle oppose une armée française menée par le général Laurent de Gouvion-Saint-Cyr à une armée espagnole menée temporairement par Théodore de Reding de Biberegg et le comte de Caldagues, en l'absence du commandant en chef Juan Miguel de Vives y Feliu (en). L'affrontement se solde par une victoire française.
Le soulèvement du Dos de Mayo a pris au dépourvu l'armée d'occupation française en Espagne. À la fin du mois d'août 1808, la garnison franco-italienne de Barcelone se retrouve isolée et assiégée par les troupes espagnoles. Napoléon met rapidement sur pied un puissant corps d'armée dont il confie le commandement à Gouvion-Saint-Cyr et ordonne à ce général de se porter au secours de la ville. Après une campagne difficile, Saint-Cyr bat un contingent espagnol à la bataille de Cardedeu et atteint Barcelone. Ayant appris que ses adversaires occupent une forte position derrière le Llobregat, Saint-Cyr quitte Barcelone pour les en chasser.
Saint-Cyr tente un coup de bluff en effectuant une manœuvre de diversion sur le front de la position espagnole tout en envoyant le gros de ses forces franchir le Llobregat pour tourner l'aile droite espagnole. Les troupes de Reding et de Caldagues sont enfoncées, abandonnant aux Français 1 200 prisonniers, toute leur artillerie et Caldagues lui-même.

## Contexte

### Entrée des Français en Espagne et échecs initiaux
Après avoir successivement contraint le roi Charles IV et son fils Ferdinand à renoncer au trône d'Espagne, Napoléon proclame son frère aîné Joseph Bonaparte comme le nouveau monarque espagnol. Sous divers prétextes, l'empereur français ordonne ensuite à une partie importante de son armée de pénétrer en Espagne, ce qui débouche en février 1808 sur l'occupation par les Impériaux de Barcelone et de plusieurs autres forteresses proches de la frontière. Le 2 mai 1808, des émeutes de rues à Madrid sont sévèrement réprimées par la garnison française du maréchal Joachim Murat. Dans les jours et semaines qui suivent, la population espagnole se soulève contre l'occupant. 
Le corps d'observation des Pyrénées orientales, sous les ordres du général Guillaume Philibert Duhesme et fort de 12 714 hommes, se trouve alors en Catalogne. Il aligne la 1re division du général Joseph Chabran, pourvue d'un bataillon suisse et de sept bataillons français pour un total de 6 045 soldats, la 2e division du général Teodoro Lechi, dotée de 4 596 baïonnettes réparties en quatre bataillons italiens et deux bataillons napolitains, et deux brigades de cavalerie commandées par les généraux Bertrand Bessières et François Xavier de Schwarz comptant respectivement 825 cavaliers organisés en deux régiments provisoires et 892 sabres italiens et napolitains. À ces effectifs s'ajoutent 356 artilleurs et conducteurs du train. Chargé par Napoléon d'aider à la prise de Valence et de Lérida tout en se maintenant à Barcelone, Duhesme doit cependant composer avec la faiblesse de ses moyens et l'intensification de la révolte qui rendent très vite impossible la mise en œuvre de cette stratégie.
De fait, la situation sur le terrain ne tourne pas à l'avantage des Français. Schwarz et Chabran échouent à conquérir le col d'El Bruc tandis que Duhesme, parti de Barcelone avec la moitié de son corps pour tenter de dégager la route vers la France, est repoussé à l'issue du premier siège de Gérone en juin. Ayant eu vent des difficultés rencontrées par Duhesme, Napoléon met rapidement sur pied une division de 8 000 soldats à la valeur militaire douteuse dont le commandement est confié au général Honoré Charles Reille. Ce dernier parvient dans un premier temps à secourir le château de Sant Ferran à Figueras avant d'être tenu en échec devant Roses. À la fin du mois de juillet, Reille et Duhesme convergent sur Gérone depuis le nord et le sud et entament un second siège de la ville. Les opérations sont toutefois menées avec une telle lenteur côté français qu'un général espagnol, le comte de Caldagues, attaque les lignes des assiégeants et contraint ces derniers au repli. Si Reille effectue sa retraite sans encombre vers Figueras, les troupes de Duhesme sont harcelées sans relâche par les miquelets, sorte de milice catalane. La colonne de Duhesme est finalement de retour à Barcelone le 20 août, non sans avoir abandonné en chemin son artillerie et ses bagages. 

### Campagne de Gouvion-Saint-Cyr en Catalogne
Lorsque Napoléon prend enfin conscience de l'étendue des problèmes auxquels ses troupes sont confrontées en Catalogne, il procède à plusieurs changements importants. Dès le 17 août 1808, un nouveau commandant, le général Laurent de Gouvion-Saint-Cyr, a été nommé à la tête des forces françaises de la région. Ces dernières doivent être renforcées par un contingent de 18 000 hommes tiré des garnisons d'Italie, dont l'arrivée n'est toutefois pas attendue avant plusieurs semaines ; contrairement à la formation hétéroclite de Reille, il comprend deux divisions d'élite, une française et une italienne, sous les ordres respectifs des généraux Joseph Souham et Domenico Pino. L'ensemble est complété d'une petite division franco-italienne commandée par le général Louis François Jean Chabot, de la brigade de cavalerie italienne du général Jacques Fontane et du 24e régiment de dragons français.

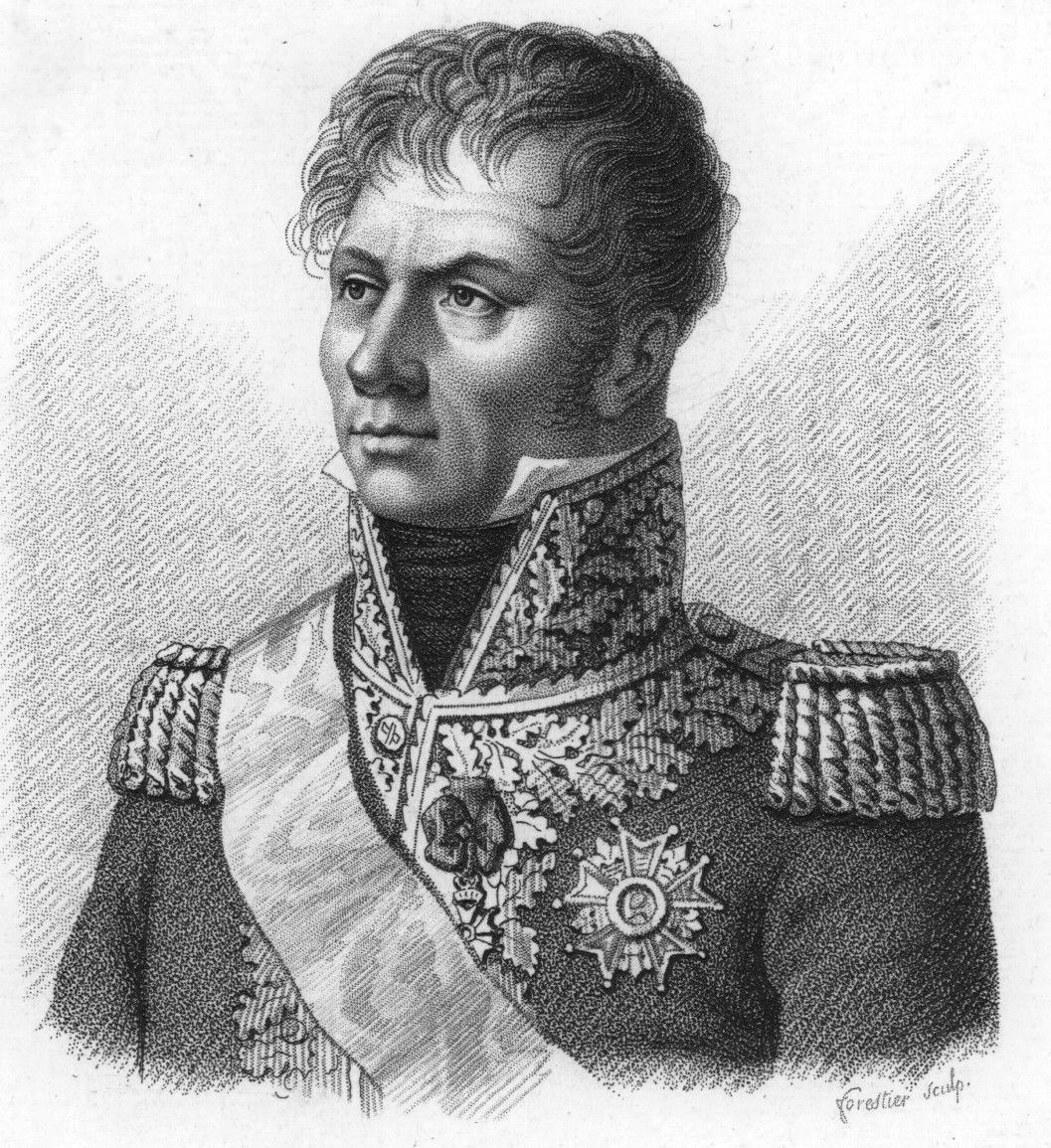
Le général Laurent de Gouvion-Saint-Cyr (par Charles-Aimé Forestier).

À la même époque, 10 000 soldats espagnols sont stationnées aux Baléares, sans autre motif que la crainte de leur chef, le général Juan Miguel de Vives y Feliu, de voir ses nouveaux alliés britanniques s'emparer de l'archipel. Alors que ses troupes sont sur le point de se mutiner, Vives finit par autoriser le marquis del Palacio à se rendre sur le continent avec 5 000 hommes, lesquels débarquent en Catalogne le 23 juillet. Nommé capitaine général de la Catalogne par les autorités locales, del Palacio entreprend le blocus de Barcelone. Simultanément, 10 000 soldats espagnols supplémentaires dirigés par le général Théodore de Reding de Biberegg, partis de la province de Grenade, s'apprêtent à entrer sur le sol catalan, pendant que la division du marquis de Lazán, en provenance d'Aragon, a atteint Lérida. Les opérations autour de Barcelone durant l'été et l'automne pâtissent cependant de l'inertie de del Palacio, à tel point que celui-ci est remplacé le 28 octobre par Vives en tant que capitaine général. À cette date, les effectifs de l'armée espagnole sont de 20 000 fantassins et de 1 000 cavaliers. Vives resserre alors le blocus de Barcelone et parvient, le 26 novembre, à repousser la garnison à l'intérieur des murs de la ville, mais se montre dans l'ensemble aussi lent et peu inspiré que son prédécesseur.      

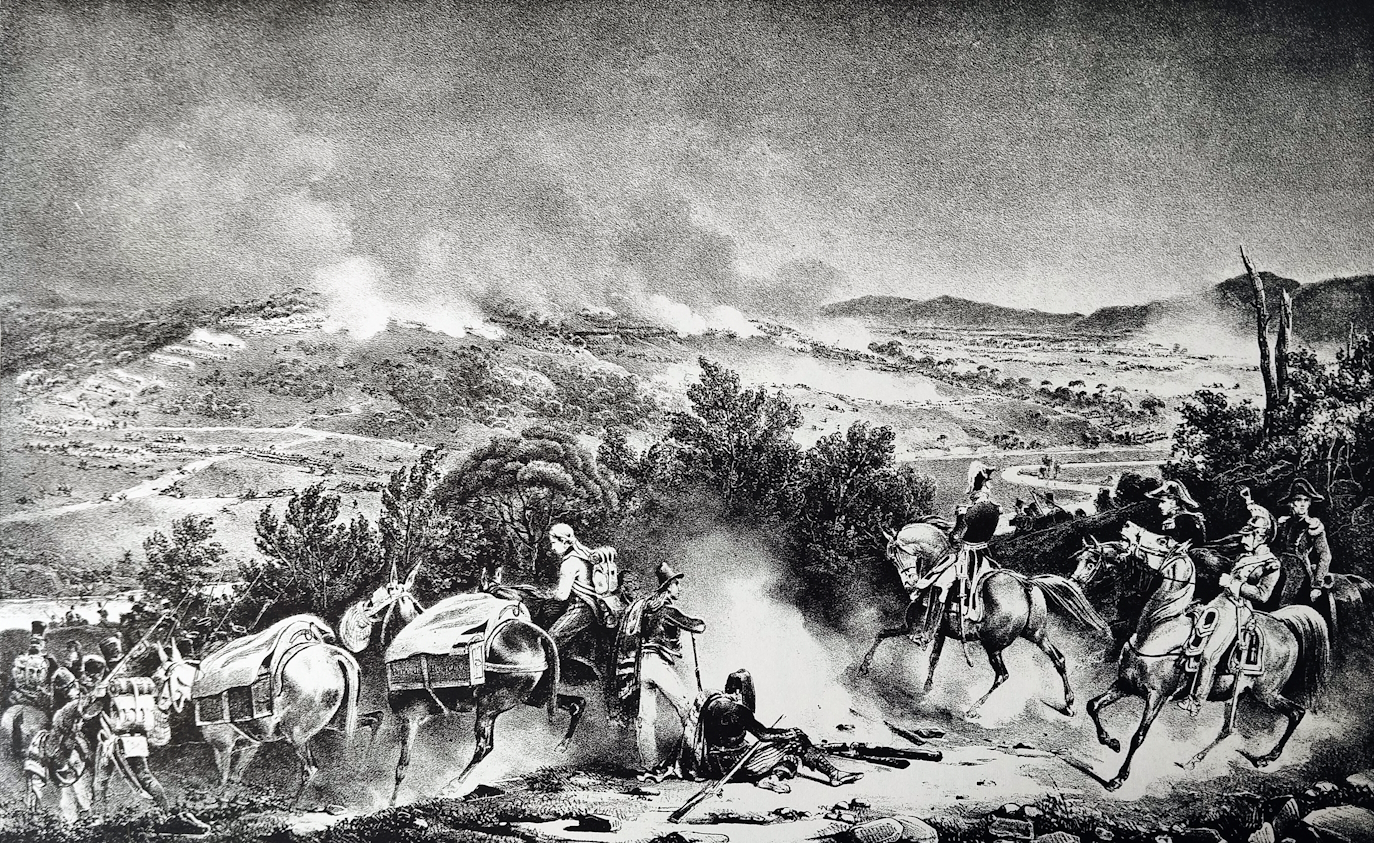
La bataille de Cardedeu, le 16 décembre 1808, par Jean-Charles Langlois.

De son côté, soucieux de dégager au plus vite les troupes de Duhesme piégées dans Barcelone, Gouvion-Saint-Cyr investit Roses le 7 novembre et obtient la reddition de la place le 5 décembre suivant. Ayant ainsi écarté cette menace potentielle pour ses lignes de communication, le général français débouche sous les murs de Gérone avec 17 000 hommes dans la deuxième semaine de décembre. Après avoir vainement tenté d'attirer la garnison espagnole à l'extérieur de la ville — le commandant de la forteresse, le général Mariano Álvarez de Castro, et son subordonné Lazán n'étant pas enclins à risquer leurs 8 000 soldats dans une bataille rangée contre les forces bien supérieures en nombre de Gouvion-Saint-Cyr —, ce dernier réalise qu'un siège en règle de Gérone l'empêchera de secourir Barcelone dans les temps. Il choisit donc, dans une décision que sa biographe Christiane d'Ainval juge d'une « extrême hardiesse », de se séparer de son artillerie et de son train d'approvisionnement puis, laissant en arrière la division Reille, de contourner Gérone par les montagnes afin de surprendre Vives. 
Quand celui-ci, longtemps persuadé que la forteresse de Gérone constituerait pour les Français un obstacle insurmontable, apprend que Gouvion-Saint-Cyr s'est aventuré à travers les collines, il dépêche le général Reding avec une division pour l'arrêter. La menace se précisant, Vives se contente de fournir à Reding une brigade supplémentaire en guise de renfort, alors même qu'il a 24 000 soldats à sa disposition. C'est ainsi que, le 16 décembre 1808, Gouvion-Saint-Cyr arrive à proximité du village de Cardedeu, où il ne trouve déployés face à lui que les 9 100 hommes et sept canons de Vives et Reding. Au cours de l'affrontement qui s'ensuit, les Français enfoncent les lignes espagnoles par une série d'attaques en colonnes massives, infligeant 2 500 pertes à leurs adversaires au prix de seulement 600 tués ou blessés. Séparé de ses troupes, Vives s'enfuit vers la côte pour y être recueilli par un navire britannique, le HMS Cambrian, et conduit à Tarragone.

## Prélude
Ce même 16 décembre, une sortie en force de la garnison française de Barcelone est repoussée par le comte de Caldagues. Cependant, informé dans la soirée de la défaite espagnole à Cardedeu, Caldagues abandonne le blocus et replie ses forces derrière le fleuve Llobregat, depuis Molins de Rei au nord jusqu'à Sant Boi de Llobregat au sud. Au cours de sa retraite, le général espagnol abandonne à ses adversaires un important dépôt de nourriture à Sarrià. Dans la matinée du 17 décembre, l'armée française de secours dirigée par Gouvion-Saint-Cyr fait son entrée dans Barcelone. Le général français constate toutefois avec dépit qu'aucun soldat de la garnison n'est là pour accueillir ses troupes victorieuses. Lorsque Duhesme se manifeste enfin, il affirme à Gouvion-Saint-Cyr que sa position n'était nullement périlleuse et que lui et ses hommes étaient encore capables de tenir six semaines de plus. Échaudé par l'attitude de son interlocuteur, Gouvion-Saint-Cyr produit une copie d'une lettre de Duhesme au maréchal Louis-Alexandre Berthier, affirmant que la garnison de Barcelone était dans une situation désespérée et avait besoin d'être secourue de toute urgence ; à la vue de cette missive, Duhesme se retire sans piper mot.

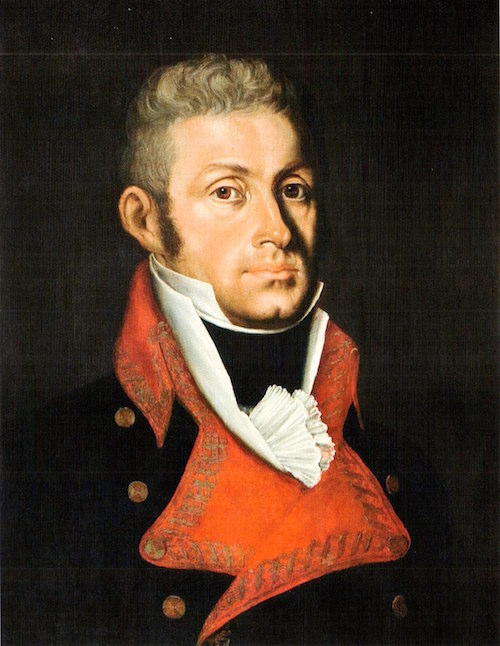
Le général Théodore de Reding de Biberegg.

En ce qui concerne Caldagues, la désertion d'environ un millier de miquelets a réduit son armée à 11 000 hommes, auxquels ne tardent pas à s'ajouter les débris du contingent de Reding défait à Cardedeu, soit 3 à 4 000 hommes. Le dispositif espagnol le long du Llobregat comprend les fortifications de campagne érigées pour les troupes de l'aile droite du blocus, distantes d'une dizaine de kilomètres seulement des faubourgs de Barcelone. Solides et correctement pourvus en artillerie lourde, ces retranchements présentent néanmoins l'inconvénient d'être trop étendus pour une armée de 15 000 soldats. Le Llobregat est, en outre, guéable en de nombreux points, ce qui n'en offre que davantage de chances de succès à un éventuel assaillant. En l'absence de Vives, le commandement des forces espagnoles retombe sur le général Reding. Si lui et Caldagues sont conscients de la faiblesse de leur position, tous deux hésitent sur la conduite à tenir. La solution qui a leur préférence est se replier à l'ouest sur l'excellent site défensif d'Ordal et d'y bâtir un camp retranché ; une telle manœuvre suppose néanmoins d'abandonner la route reliant Barcelone à Lérida aux Français et de permettre à ces derniers de faire main basse sur les récoltes dans les plaines. En quête d'éclairages supplémentaires, Reding sollicite le conseil de Vives, qui se trouve alors à Sitges, mais celui-ci abdique toute responsabilité et laisse son lieutenant décider seul de l'opportunité d'une défense ou d'une retraite. La réponse de Vives ne parvient toutefois à son destinataire que dans la nuit du 20 au 21 décembre, heure à laquelle Reding, déterminé à faire la preuve de son courage aux yeux des Catalans, a résolu de combattre.           
Le 21 décembre 1808, par une matinée venteuse et froide, Gouvion-Saint-Cyr quitte Barcelone avec quatre divisions, ne laissant à l'intérieur de la ville que Duhesme avec la division italienne Lechi. Avec Gouvion-Saint-Cyr marchent les divisions Chabran (qui relevait auparavant du corps de Duhesme), Souham, Pino et Chabot. Les soldats de Chabran sont des vétérans français auxquels s'ajoute un bataillon suisse. Les divisions française de Souham et italienne de Pino sont également formées de soldats aguerris. Quant à la division Chabot, elle est dotée d'un bataillon français et de deux bataillons napolitains. Les troupes du royaume de Naples sont alors universellement considérées comme les pires d'Europe. L'armée de Gouvion-Saint-Cyr comprend en outre la brigade de cavalerie du général Fontane, composée des chasseurs à cheval royaux et du 7e régiment de dragons italiens.

## Déroulement de la bataille

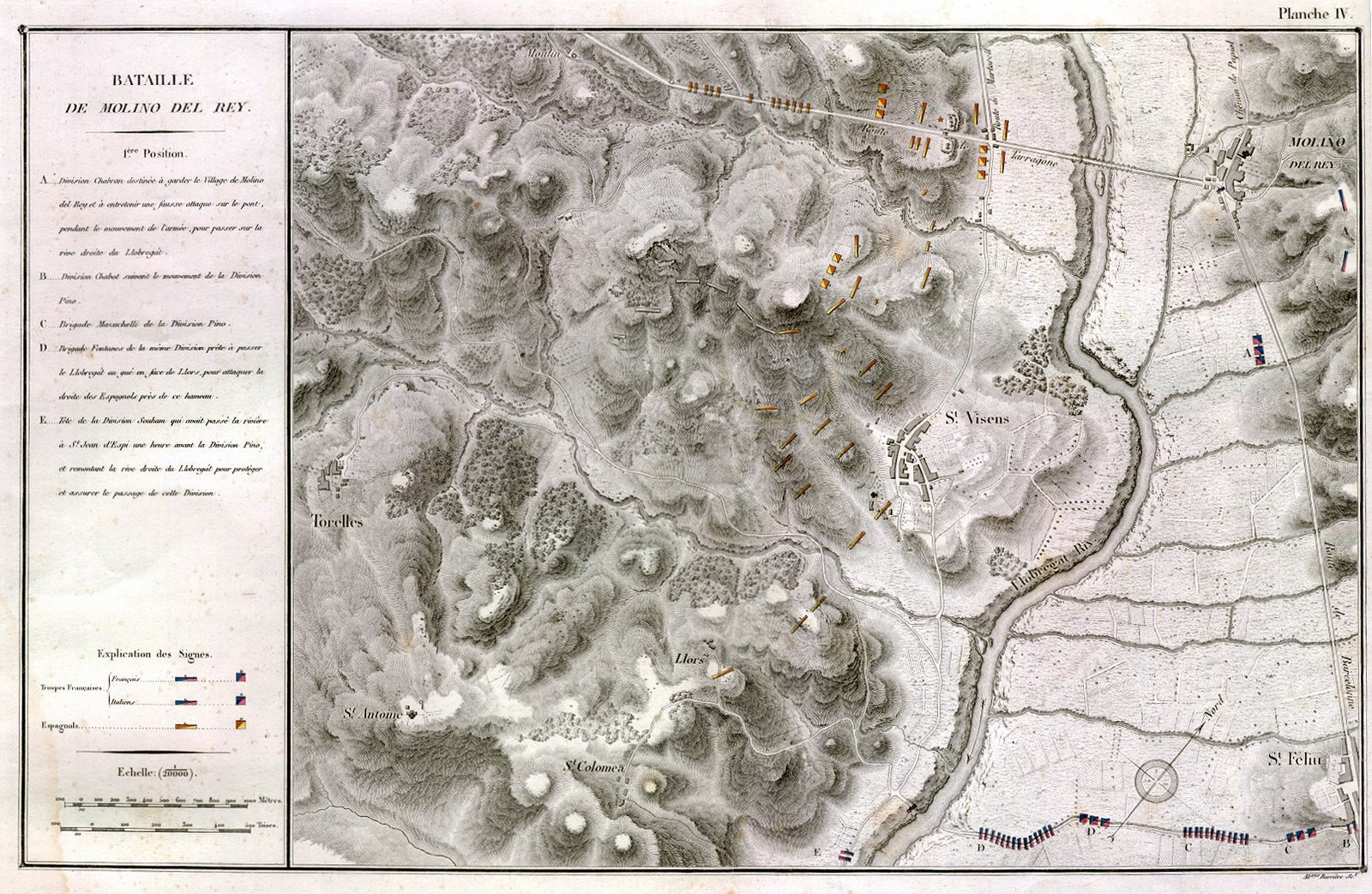
Carte de la bataille de Molins de Rei, le 21 décembre 1808. La manœuvre de diversion de Chabran se déroule à hauteur du pont en haut à droite, tandis que les troupes impliquées dans l'attaque principale de Gouvion-Saint-Cyr franchissent le fleuve tout en bas de la carte avant d'obliquer sur la droite.

L'affrontement a lieu sur un terrain recouvert de neige. Le plan de Gouvion-Saint-Cyr est le suivant : pendant que les 4 000 hommes de la division Chabran mèneront une attaque de diversion sur le pont de Molins de Rei afin de détourner l'attention des généraux espagnols, les divisions Souham, Pino et Chabot, fortes de 14 000 hommes, doivent traverser les gués inférieurs du Llobregat et tomber sur l'aile droite de l'armée adverse. Il est 5 h du matin lorsque Chabran entame ses manœuvres de démonstration contre le flanc gauche espagnol. Reding se laisse abuser et fait renforcer sa gauche par des troupes prélevées sur son flanc droit. À 6 h, Gouvion-Saint-Cyr déclenche son attaque principale et ordonne à ses trois autres divisions d'avancer. 

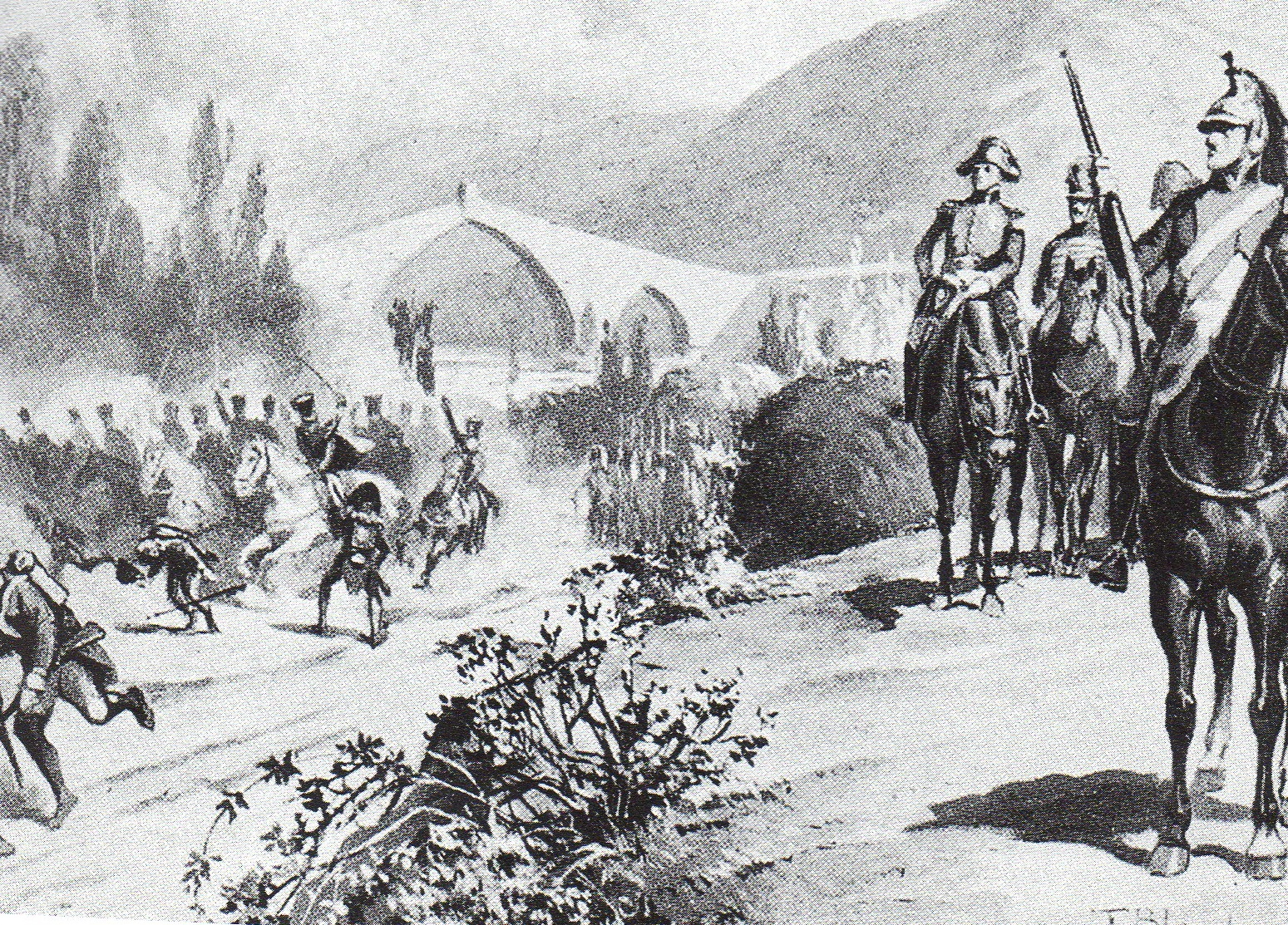
Le général Gouvion-Saint-Cyr à la bataille de Molins de Rei, le 21 décembre 1808. Illustration de F. Blanch.

La division Souham, franchissant le Llobregat à Sant Joan Despí, se heurte aux troupes espagnoles du centre. Celles-ci descendent d'abord de leur colline pour contrer la marche de Souham, avant de fléchir et d'interrompre précocement leur attaque. Pendant ce temps, les divisions de Pino et de Chabot traversent le fleuve un peu plus au sud, à San Feliu, sans rencontrer d'opposition sérieuse. La ligne espagnole, trop étendue, est rapidement brisée en plusieurs points par l'armée franco-italienne. La faible division de Chabot, postée à l'extrême-gauche du dispositif de Gouvion-Saint-Cyr, parfait ainsi l'enveloppement de l'aile droite espagnole et pénètre en profondeur sur les arrières de Reding et de Caldagues. Sur le point d'être prises à revers, les unités opposées à Souham et Pino reculent en abandonnant les positions défensives avantageuses qu'elles occupaient jusque-là. La progression des forces impériales entraîne finalement la dislocation de la gauche et du centre espagnols qui sont refoulés vers le nord en une masse confuse.      
De l'autre côté du champ de bataille, Chabran voit défiler devant lui les restes épars de l'armée espagnole en retraite. Alors que le moment est venu pour lui de convertir sa manœuvre de diversion en une attaque en règle, le général tergiverse, si bien qu'au moment où ses hommes franchissent enfin le Llobregat, la majeure partie des troupes espagnoles en fuite ne peuvent plus être rattrapées. Vives, arrivé tardivement sur les lieux, ne peut que constater la déroute de ses soldats et prend aussitôt la fuite. Les dragons français, lancés par Gouvion-Saint-Cyr à la poursuite de ses adversaires vaincus, font prisonnier le comte de Caldagues, dont le cheval a été tué sous lui.

## Bilan et conséquences
Les Français capturent au total 1 200 hommes, 25 canons, un stock de trois millions de cartouches et nombre de mousquets abandonnés dans leur fuite par les fantassins espagnols. Une autre source affirme que les pertes espagnoles s'élèvent à 1 000 tués ou blessés, 1 200 prisonniers, 25 canons et un drapeau. Tous les bagages sont également perdus. De leur côté, les Français déplorent 400 tués ou blessés sur un effectif total de 18 000 hommes et 48 canons. L'historien britannique Charles Oman note néanmoins que, compte tenu de la faiblesse en artillerie des Impériaux (l'armée de Gouvion-Saint-Cyr n'en dispose d'aucune et la majeure partie de celle de Duhesme a été perdue lors de la retraite consécutive au second siège de Gérone), les canons de campagne pris aux Espagnols se révèlent pour eux d'un grand secours.
La plupart des fuyards espagnols trouvent refuge à Tarragone, tandis que d'autres cherchent à gagner Lérida ou Tortose. Dans leur sillage, les Français victorieux occupent le bassin versant du Llobregat et plusieurs parcelles de territoire à l'ouest, en particulier l'important défilé d'Ordal. La division Souham prend position à El Vendrell, celle de Pino à Sitges et Vilafranca del Penedès, celle de Chabran à Martorell et enfin celle de Chabot à Sant Sadurní d'Anoia. Gouvion-Saint-Cyr lui-même établit son quartier général à Vilafranca. La priorité pour Gouvion-Saint-Cyr est, dans un premier temps, d'assurer le bon approvisionnement de ses troupes et, dans un second temps, de rétablir ses lignes de communication avec la France. Les tentatives françaises de ravitailler Barcelone par la mer sont contrecarrées par le blocus de la Royal Navy alors que la route intérieure est rendue impraticable du fait de la présence des Espagnols à Gérone et Hostalric. La nécessité de faire souffler ses hommes, épuisés par leur campagne d'hiver, et les coups de main opérés par les troupes espagnoles d'Álvarez et de Lazán contre la division Reille à proximité de Gérone achèvent de convaincre Gouvion-Saint-Cyr de suspendre momentanément son offensive. Son armée, trop affaiblie pour poursuivre la campagne, ne peut ainsi pleinement recueillir les fruits de sa victoire à Molins de Rei ni empêcher les insurgés catalans de menacer à nouveau Barcelone.  
Si la capture de Tarragone est alors une option possible pour le général français, ce dernier estime qu'un train de siège et une grande quantité de munitions lui sont indispensables pour entreprendre l'investissement de cette puissante forteresse. Il ignore que la plupart des miquelets sont rentrés chez eux, que l'infanterie régulière espagnole est au bord de la mutinerie et que la population catalane, excédée par les récents revers militaires, est à la recherche de boucs émissaires. À Lérida, un habitant nommé Gomez s'empare du pouvoir et fait mettre à mort tout individu suspecté par lui de trahison. Reding met fin à ces abus en dépêchant dans cette ville un bataillon qui procède à l'arrestation puis à l'exécution du tyran. Profitant du relâchement de l'armée de Gouvion-Saint-Cyr, les Catalans s'emploient à regrouper leurs forces et bénéficient d'importants renforts, à savoir la deuxième moitié du contingent de Reding en provenance de Grenade et des unités débarquées de Majorque.  
Le général Vives, jugé incompétent, est poussé à la démission par les autorités espagnoles qui le remplacent par Reding, un militaire courageux à défaut d'être brillant. Avec le retour dans le rang des miquelets, l'armée de Catalogne voit ses effectifs portés à 30 000 hommes un mois seulement après Molins de Rei. Le 1er janvier 1809, à Castelló d'Empúries, Lazán surprend et maltraite le 4e bataillon du 2e régiment d'infanterie de ligne français, tuant ou blessant 200 soldats et en capturant 90 autres. Le général Reille, accouru sur les lieux avec 2 500 hommes pour venger cet affront, est sèchement repoussé. Lazán ne tarde cependant pas à retirer sa division du théâtre des opérations catalan pour marcher au secours de son frère José de Palafox y Melzi, assiégé par les Français dans Saragosse. L'armée de Gouvion-Saint-Cyr est, à la même époque, confrontée à une situation matérielle très précaire. Le commandant français consacre une bonne partie de son temps et de ses effectifs à collecter des vivres tout en s'efforçant de neutraliser les bandes de miquelets présentes dans la région ; en décembre, les Impériaux délogent les insurgés du col d'El Bruc et s'emparent de Montserrat, sans toutefois occuper ce dernier point. En parallèle, plusieurs navires de ravitaillement réussissent à tromper le blocus britannique et à atteindre Barcelone. Un système de convois est par la suite instauré afin de permettre un approvisionnement plus régulier. Le 25 février 1809, Gouvion-Saint-Cyr et Reding s'affrontent de nouveau lors de la bataille de Valls.